# Дубровка (Марьинское сельское поселение)
Дубро́вка — деревня в  Торжокском районе Тверской области России. Входит в состав Марьинского сельского поселения.

## География
Деревня находится в центральной части региона, в зоне хвойно-широколиственных лесов, в пределах восточной оконечности Валдайской возвышенности,  в 16 км к юго-востоку от Торжка на автодороге «Москва — Санкт-Петербург» М10 (E 105). К северу и востоку от деревни — река Логовежь, за рекой по шоссе — село Марьино.

### Климат
Климат характеризуется как умеренно континентальный, влажный, с морозной зимой и умеренно тёплым летом. Среднегодовая температура воздуха — 3,9 °C. Средняя температура воздуха самого холодного месяца (января) — −10,2 °C; самого тёплого месяца (июля) — 16,9 °C. Вегетационный период длится около 169 дней. Годовое количество атмосферных осадков составляет около 575—600 мм, из которых большая часть выпадает в тёплый период. Снежный покров держится в течение 135 −140 дней. Среднегодовая скорость ветра варьирует в пределах от 3,1 до 4,1 м/с.

## Население
| 2008 | 2010 |
| ---- | ---- |
| 26   | ↘16  |

### Национальный и гендерный состав
Согласно результатам переписи 2002 года, — 34 человека, 16 мужчин, 18 женщин.

## Инфраструктура
Личное подсобное хозяйство.
Дома деревни расположены с одной, северной, стороны шоссе.

## Транспорт
Деревня доступна автотранспортом. Остановка общественного транспорта «Дубровка».